# 小行星18159
小行星18159（18159 Andrewcook）是一颗绕太阳运转的小行星，为主小行星带小行星。该小行星于2000年8月1日发现。

## 轨道参数
小行星18159的轨道半长轴为2.3383851 UA，离心率为0.160。